# فریمن دایسون
 فریمن ج. دایسون (به انگلیسی: Freeman John Dyson) (زاده ۱۵ دسامبر ۱۹۲۳ – درگذشته ۲۸ فوریه ۲۰۲۰) فیزیکدان نظری و ریاضی‌دان برجسته آمریکایی بریتانیای-الاصل بود.شهرت او بیشتر به کارهایش در زمینه نظریه میدان های کوانتومی ،اختر فیزیک، فرمول بندی ریاضی مکانیک کوانتومی، فیزیک هسته ای و مهندسی آن برمی‌گردد. او استاد بازنشسته در موسسه مطالعات پیشرفته پرینستون بود. او به همراه تد تیلور یکی از اعضای پروژه اوریون( Orion project a nuclear propulsion) بود.
او ۵۰ سال ساکن پرینستون در نیوجرسی بود.